# Обође
Обође је тврђава у Србији, недалеко од Јошаничке Бање. Данас су опстали остаци само једне куле, вероватно Донжона.